# Mistrovství Jižní Ameriky ve fotbale 1935 (soupisky)
Tento článek uvádí soupisky týmů 4 zemí účastnících se Mistrovství Jižní Ameriky ve fotbale 1935.

## Soupisky
Uruguay
Enrique Ballestrero, Héctor Macchiavello, Miguel Angel Andriolo, Peregrino Anselmo, Braulio Castro, Héctor Castro, Aníbal Ciocca, Luis María Denis, Enrique Fernández, Lorenzo Fernández, Conrado Häberli, Agenor Muñoz, José Nasazzi, Miguel Juan Olivera, Marcelino Pérez, Juan Píriz, José Alberto Taboada, Erebo Zunino
 Trenér: Raúl V. Blanco
  Argentina
Fernando Bello, Sebastián Inocencio Gualco, Arturo Arrieta, Rodolfe De Jonge, Antonia De Mare, Diego García, Miguel Angel Lauri, Herminio Masantonio, José María Minella, Antonio Sastre, Roberto Sbarra, José Scarcella, Carlos Wilson, Vincente Antonio Zito
 Trenér: Manuel Seoane
  Peru
Juan Valdivieso, Jorge Alcalde, Vicente Arce, Mario De Las Casas, Alberto Denegri, Arturo Fernández, Teodoro Fernández, Domingo García , Eulegio García, Jorge Góngora, José María Lavalle, Narciso León, Alberto Montellanos, José Morales, Lizandro Nué, Lorenzo Pacheco, Juan Rivero, Carlos Tovar, Alejandro Villanueva
 Trenér: Telmo Carbajo
 Chile
Roberto Cortés, Isaías Azzerman, Carlos Aranda, Enrique Arandea, José Avendaño, Moisés Avilés, Arturo Carmona, Ascanio Cortés, Carlos Giudice, Guillermo Gornall, Guillermo Riveros, Eduardo Schneberger, Enrique Sorrel, Arturo Torres, Quintín Vargas, Carlos Vidal, Conrado Welch
 Trenér: Pedro Mazullo